# Patricia Hernández Gutiérrez
Patricia Hernández Gutiérrez (Santa Cruz de Tenerife, nació un 21 de febrero) es una política española del PSOE. Tras ganar las primarias del PSOE Canario, el 19 de octubre de 2014, se convirtió en la primera mujer candidata a la Presidencia del Gobierno de Canarias. Además fue la primera mujer en ocupar la alcaldía de Santa Cruz de Tenerife entre 2019 y 2020.

## Biografía
Nacida en Santa Cruz de Tenerife, es diplomada en Relaciones Laborales y Graduada Social por la Universidad de La Laguna. Tiene el título de grado medio de violonchelo y en su juventud practicaba baloncesto y gimnasia rítmica.
Miembro del PSOE, fue elegida senadora en las elecciones generales de 2004 por Tenerife, siendo reelegida en las elecciones generales de 2008. Desde el 13 de diciembre de 2011 al 22 de junio de 2015 fue diputada en el Congreso de los Diputados por Santa Cruz de Tenerife.
Durante su primera legislatura en el Senado, fue distinguida como 'Senadora Revelación', en los premios que concede la Asociación de Periodistas Parlamentarios. Al llegar al Congreso, en 2013 los periodistas parlamentarios la distinguieron igualmente con el premio de 'Diputada Revelación'.
Dentro del partido, fue secretaria general de Juventudes Socialistas de España en Tenerife. Actualmente es secretaria general del PSOE de Santa Cruz de Tenerife
En las Primarias del PSOE para la Presidencia del Gobierno de Canarias resultó elegida candidata tras obtener un total de 3.687 votos (38,5 por ciento), frente a sus rivales Carolina Darias (que obtuvo 2.925 votos) y Gustavo Matos (con 2.790).
Tras ganar las primarias del PSOE Canarias el 19 de octubre de 2014, se convirtió en la primera mujer candidata a la Presidencia del Gobierno de Canarias.
En las elecciones al Parlamento de Canarias del año 2015 su candidatura resultó ganadora en votos, con cerca de ciento ochenta mil. Sin embargo, obtuvo quince escaños, por debajo de Coalición Canaria, que se hizo con dieciocho asientos. Tras esto, las dos fuerzas pactaron para formar un gobierno en coalición, convirtiéndose ella en Vicepresidenta y Consejera de Empleo, Políticas Sociales y Vivienda. Se mantuvo en el cargo hasta la ruptura del pacto el 23 de diciembre de 2016, asumiendo las tareas que le corresponden como diputada autonómica y la Presidencia del Grupo Parlamentario Socialista.
El 15 de junio de 2019 se convirtió en la primera alcaldesa socialista de Santa Cruz de Tenerife, poniendo fin a veinticinco años ininterrumpidos de alcaldías de Coalición Canaria en la capital, siendo también la primera mujer en ostentar la alcaldía de Santa Cruz.
El 13 de julio de 2020 tras una moción de censura presentada por Coalición Canaria y el Partido Popular deja de ser alcaldesa de Santa Cruz de Tenerife, pasando José Manuel Bermúdez Esparza a ser reelegido alcalde de Santa Cruz con los votos de Coalición Canaria, Partido Popular y la concejal Evelyn Alonso.

## Cargos desempeñados
- Senadora del Reino de España por la isla de Tenerife (2004-2011).
- Diputada por la provincia de Santa Cruz de Tenerife en el Congreso de los Diputados (2011-2015)
- Secretaria General del PSOE de Santa Cruz de Tenerife (desde 2013).
- Diputada del Parlamento de Canarias (desde 2015).
- Presidenta del Grupo Socialista en el Parlamento de Canarias (2015).
- Vicepresidenta del Gobierno de Canarias (2015-2016).
- Consejera de Empleo y Políticas Sociales del Gobierno de Canarias (2015-2016).
- Secretaria segunda del Parlamento de Canarias. (2018-2019)
- Alcaldesa de Santa Cruz de Tenerife (2019-2020)